# Give Love Each Day
A Give Love Each Day a Yes Magnification című albumának negyedik száma, melyet Jon Anderson, Chris Squire, Alan White, Steve Howe és a lemezen szereplő szimfonikus zenekar karmestere, Larry Groupé írt.
A dal egy hosszú szimfonikus nyitánnyal indul, mely több mint két percig tart, ez az első olyan rész a lemezen, melyen a zenekar szólisztikus szerephez jut. Amint Jon Anderson elkezd énekelni (mellette Squire vokálja is hallható), a szám hangzásvilága a Time & a Word hangulatát idézi fel.
Érdekes, hogy a Magnification turnéján készített Symphonic Live címmel kiadott DVD-n nem szerepel.

## Közreműködő zenészek
- Jon Anderson – ének
- Chris Squire – basszusgitár
- Steve Howe – gitár
- Alan White – dob

egy szimfonikus zenekarral együtt.

## Egyéb kiadványokon
- Essentially Yes (az egész Magnification hallható rajta)

## Külső hivatkozások
- Dalszöveg
- A dal Paul Green rockiskolája és Jon Anderson előadásával a YouTube-on